# Adegem
Adegem, parfois Adeghem en français,,, est une section de la commune de Maldeghem, située en Belgique en Région flamande dans la province de Flandre-Orientale. Le village, situé dans le Meetjesland. C'était une commune à part entière avant la fusion des communes de 1977.
Le nom du village est cité pour la première fois en 840 en tant que Addingahem; il s'agit d'un des plus vieux villages de la province de Flandre-Orientale.

## Démographie

### Évolution démographique
- Sources : INS, Rem. : 1831 jusqu'en 1970 = recensements, 1976 = nombre d'habitants au 31 décembre[5].

## Sites et monuments
- Église Saint-Adrien (Sint-Adriaanskerk) avec tour-lanterne romane du XIIIe siècle
- Cimetière canadien de la Seconde Guerre mondiale
- Canada - Poland War II Museum et jardins d'Adegem[6]

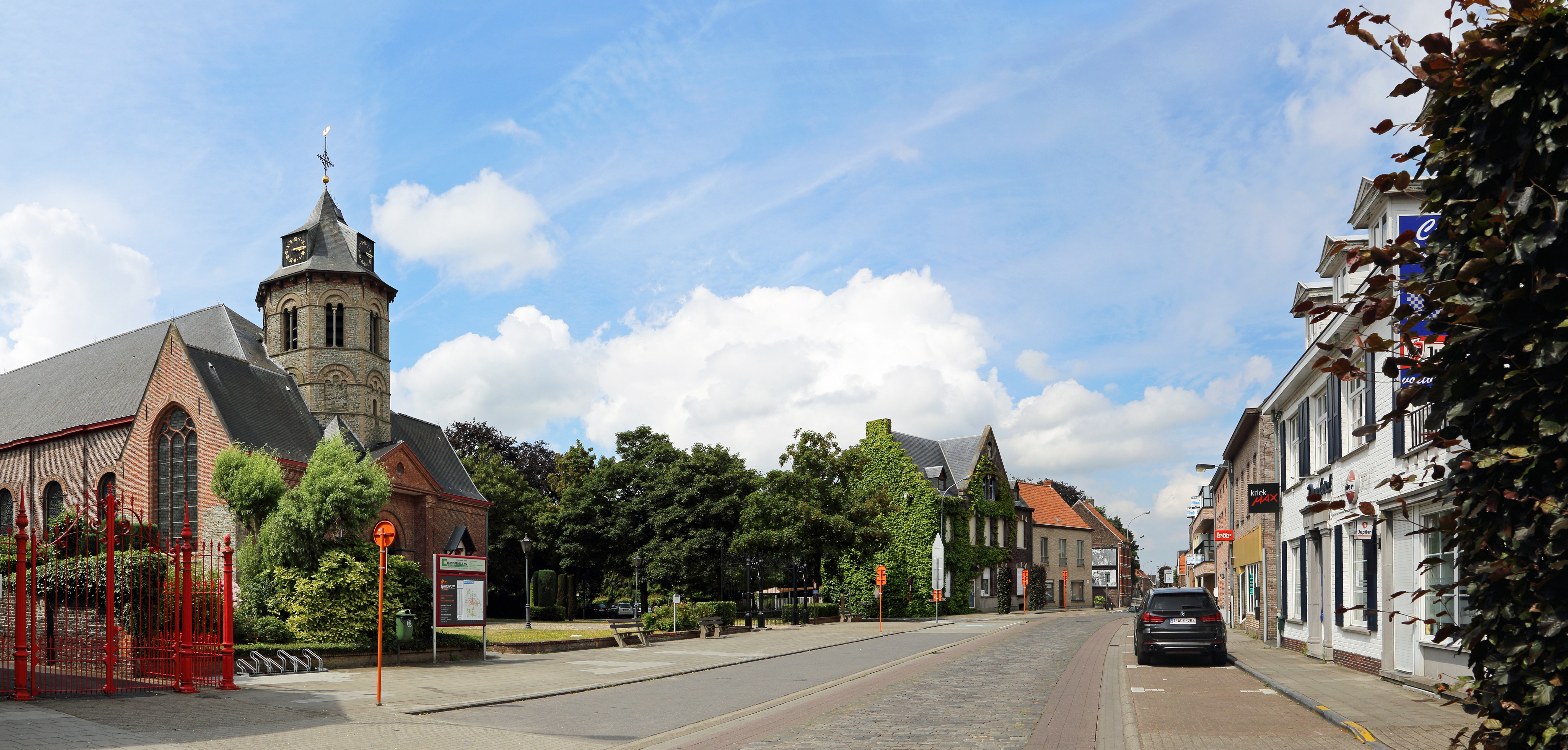
La rue principale du village
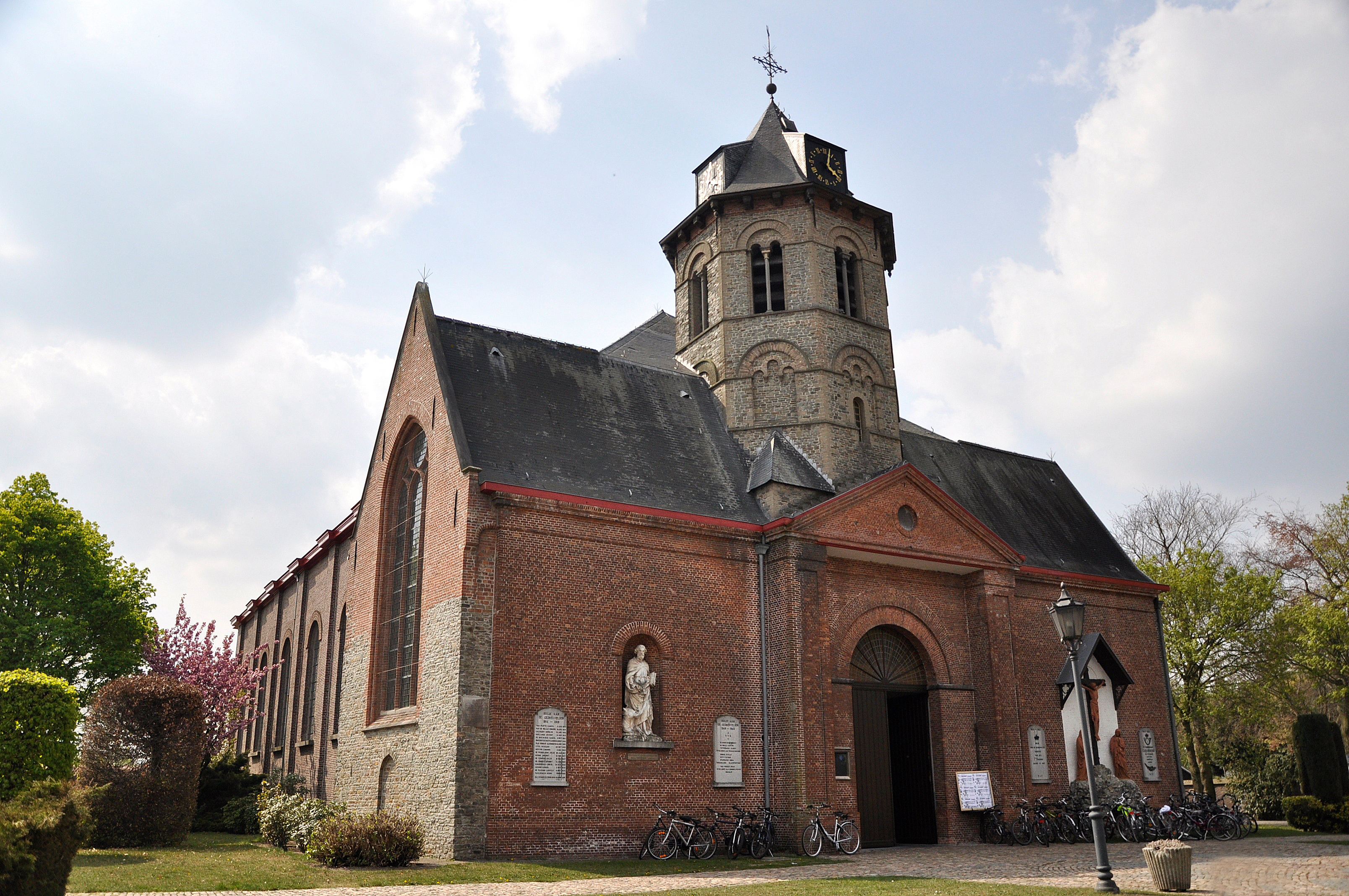
L'église Saint-Adrien
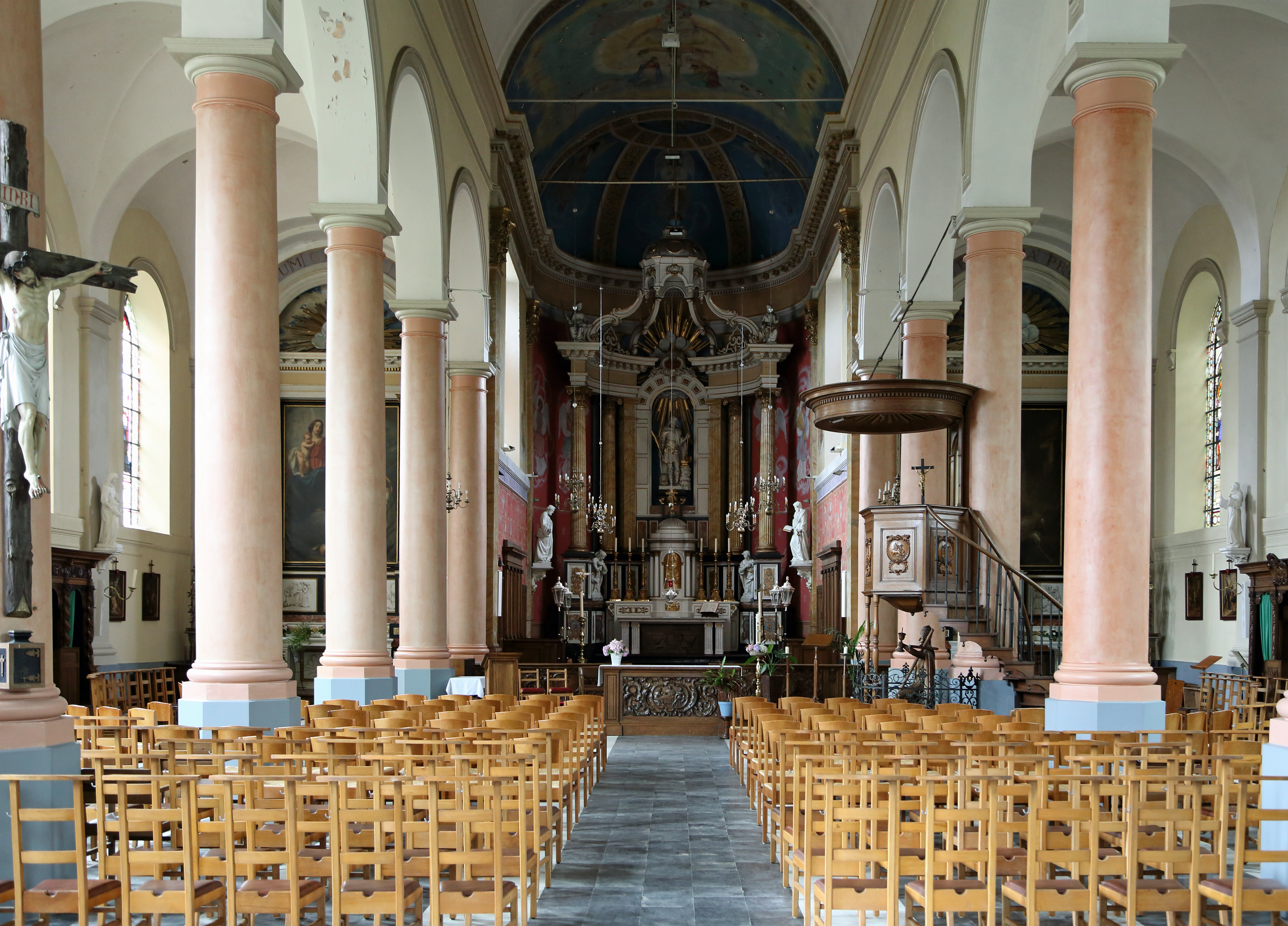
Intérieur de l'église Saint-Adrien
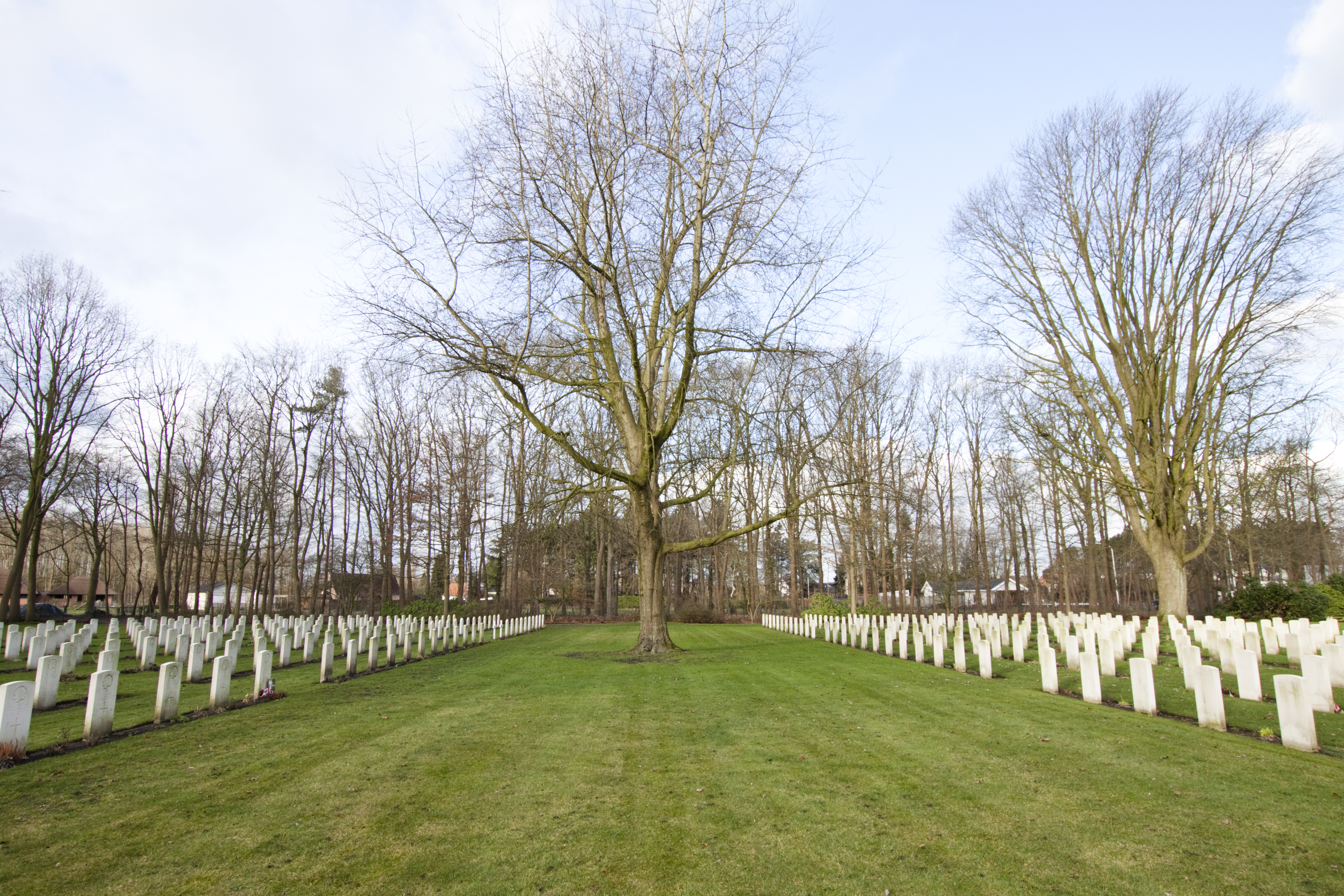
Le cimetière canadien

## Personnalités
Jozef De Kesel, cardinal et archevêque de l'archidiocèse de Malines-Bruxelles.